# エレメンタルストーリー
『エレメンタルストーリー』（英：Elemental Story）は、StudioZが開発および運営するスマートフォン向けのゲームアプリ。サービス開始当初はStudioZの親会社であったクルーズが開発と運営を行っていた。
略称は『エレスト』。基本プレイ無料でアイテム課金が存在する。2015年1月16日にAndroid版
、同年6月1日にiOS版がサービス開始。

## 概要
ジャンルはパズルRPG。
スマートフォンのGPSを活用し、近くの位置にいる第三者と4人まで同時に遊べる、リアルタイム協力プレイが可能（Wi-Fiなどを利用した遠方の第三者との協力プレイも可能）となっており
、ゲームとしてだけでなくコミュニケーションツールとしても使用できる。
ゲームは無料配信されており、一部有料アイテムがあるが、最後まで無料でプレイすることができる。
2015年7月に累計プレイ人数が100万人を突破し、同年8月に初のTVCMが放映される。2016年1月に300万人を突破する。同年7月に2作目のTVCMが放送。同年8月に海外展開として繁体字版のリリースを発表(2018年にサービス終了)。同年9月に400万、2017年7月に500万、2018年5月に555万、2019年8月に600万人を突破した。
2020年3月に累計プレイ人数から総ダウンロード数に集計を変更して1200万ダウンロードを突破、2022年3月に1500万ダウンロードを突破。2024年9月に1600万ダウンロードを突破。
2025年1月にAndroid版、6月にiOS版の配信10周年を迎えた。

## ゲームシステム

### パズル
画面内にある縦6列横5列の30個のピースを時間内に並べ替え、特殊能力や回復などモンスターが持つスキルの指定の形状にピースを揃え敵を倒していく。

### クエスト
ノーマルクエスト
チュートリアルを兼ねたはじまりの島を10ステージをクリア後に挑戦可能となる「火、水、木、光、闇」の属性ごとに分かれた5つの大陸にはそれぞれステージが40まである（2019年02月時点）。
1つのステージに1〜数回のパズルバトルがあり、すべて攻略してクエストクリアとなる。 クリアすると、経験値、マナやその他ドロップアイテムなどが手に入るが、途中で敗戦してしまうと、そのステージで得た経験値とマナは手に入らない。ただし、クリスタルを消費することにより、敗戦時もコンティニューができる。
ステージ毎に3つのチャレンジスターと呼ばれる課題があり、課題をすべてクリアするアイテムが獲得できる。ステージは進むごとに難易度が上がる。ステージをクリアするまではライフ消費は0であるが一度クリアしたステージはライフを消費することで何度でも挑戦できる。
各大陸の40ステージをクリアするとステージ41「深層へと至る道」が登場、ボスを撃破してクリアすることで「大陸の深層」が解放される。
大陸の深層では回数制限があり、各大陸の属性モンスターの「シャドウ」を撃破していくことで最深層10階を目指していく。後述の戦神モルスの究極融合のために必要なモンスターが入手可能。
未来世界と崩壊世界
5つの大陸の40ステージをクリアすると、未来と崩壊世界へ移動可能となる時空船が出現する。
各ステージは回数制限があったが現在は撤廃されている。未来世界の各大陸のステージをクリアすると該当する崩壊世界の大陸のステージが開放される(例:未来世界の火の大陸ステージ10までクリアすると崩壊世界の火の大陸ステージ10まで開放される)。後述の真究極融合に必要なモンスターが手に入る試練や無属性モンスターを入手できる。また武器が作成可能なるアイテムもドロップする。
グランバトル
最大30人の仲間と協力して戦うバトル。通常のグランバトルとしては一部★7まで実装されている。
難易度の高いHARDも実装されている。
期間限定でイベント、コラボのグランバトルも開催される。後述の天上界ボスのグランバトルは恒常化されている。
通常のグランバトルでは★1、★4のホストはスタミナ消費のみでバトル可能。それ以外は1ランク下のモンスターがドロップする虹のオーブを消費する。
勝利すると各種アイテムが入手できる。それにより武器作成や封印されているモンスターの究極融合が可能となる。
一部グランバトルには☆5以下のモンスターしか編成出来ない高難易度のEXモードが実装されている。
試練のクエスト
ステージの開放具合に応じて挑めるクエストで、不定期に開催されるイベント。各大陸にこのクエストは用意され、ステージ10までクリアすることで挑戦できる挑戦可能な★3モンスター6種類、★4モンスターのクエストと、ステージ16までクリアすることで挑戦できる★5モンスターのクエストがあり、攻略することでそのクエストの名前が冠されたモンスターを獲得できる。開催中は同じ期間内であっても日によって出現・獲得できるモンスターは異なる。また、ランク100以上で挑める超高難易度試練の★6試練もある（一部の試練はコンティニュー不可）。
また、試練ごとに難易度がありEASY、NORMAL、HARD、一部試練のみ追加されたEXの順に獲得アイテムやモンスターの入手確率が高くなる。EXのみ入試可能な限定アイテムも存在する。
蜃気楼の塔
上級者向けのクエストでソロプレイ限定。はじまりの島を除く各大陸に存在する。
★4以上のモンスターとの4連戦後にラスボス(★6、★7)とのバトルを行うこととなる。階層が6つに分かれており、第3階層15階にはモルスと呼ばれる戦神が封印されている。
モルスは最高レア度である★7である。
第4階層20階では各塔の第1階層ボスを究極融合させるためのアイテムを入手する為の超高難易度のクエストとなっている。
第5階層25階では第2層にいた機械神を究極融合させるためのアイテムを入手でき、第4層よりも難しくなっている。
第6階層30階では第3層にいた戦神モルスを真究極融合させるためのアイテムを入手でき、第5層よりも難しくなっている。
基本は曜日によって解放される塔が異なるがイベント記念等で全解放されることもある。
天上界
各種試練のクエストで獲得できるトロフィーが3000ポイントを突破すると解放される。中央に精霊神の神殿があり、次元の扇動者マリエスペンテによって力を奪われた神殿の主「アストラルクイーン」はトロフィーの獲得数によって力を取り戻していく。
各ステージ該当する種族のHP・ATKが20%上昇、他の種族は50%下降する各30ステージの拠点と高難易度の虚像の天上儀が展開されている。
- 妖精の大樹　スピリット
- 英知の書庫　ヒューマン
- 碧翠の巨獣岩　ビースト
- 逆天の妖魔城　デビル
- 煌影の竜宮殿　ドラゴン
- 微睡の鋼星　マシン
- 激情の狭神像　ゴッド
- 虚像の天上儀　巨人(上記種族の高難易度各6ステージと巨人2ステージの計44ステージ)
- 飛翔の空飾街　かつて配信されていたポップステップジャンパーズのキャラが登場するステージ

天上界Ⅱ
Ver10.10.0から追加。天上界9つの大陸を難易度別に全てクリア、かつ各種試練のクエストで獲得できるトロフィーが10000ポイントを突破すると解放される。Ver11.3.0から混沌の神殿が追加
- 十二士の楽園　円卓の騎士シリーズ
- 珠玉の夢想物語　物語・童話編シリーズ
- 混沌の神殿　ギリシャ神話シリーズ

ラストのステージをクリアすると★6の武器がランク1で入手、そこからは素材を入手して武器を鍛えていくことも目的となる。
例として妖精の大樹ではランク5まで鍛えることでスピリットの攻撃力を300上げる武器のワンドオブメグレズになる。
各種族の天上界、30ステージ(虚像の天上儀のみ44ステージ)をクリアすると、期間限定のグランバトルでボスとのバトルが可能となる。
9.2.0から難易度HARDが追加。該当種族以外のステータスダウン値が100%に変更(該当種族の上昇値には変更なし)。
みんなでクエスト
協力型のマルチプレイシステムで、1人1体ずつモンスターを使った最大4人まで同時プレイができる。ステージは、ノーマルクエスト、試練のクエスト、その他イベントのクエストなどほぼすべてで参加可能で、自分がオーナーとなり仲間を募る場合はライフを消費するが、ゲストとして参加する場合はライフ0で参加可能である。

### モンスター
レベル
一般的なRPG同様、クエストをクリアして、経験値を重ねることにより、レベルが上がる。マナを消費してレベルを上げることもできる。初期値はレベル1だが最大値はモンスターのレアリティにより異なる。
レアリティ
通常のレベルとは別にモンスターの希少さを示す★1～★7までの値がある。モンスター獲得時の初期値は★1～★7。Ver2.5以前は進化させるとレアリティが増えたが、Ver2.6からは進化しても固定に変更された。
属性
モンスターには火、水、木、光、闇、無属性の6つの属性がある。敵モンスターに有利な属性で攻撃すると2倍のダメージを与えることができ、苦手な属性で攻撃すると与えるダメージは半分になる。各大陸の属性に有利なパーティー編成を組むことが攻略の基本となる。
進化
モンスターが進化すると、最大LVのUPやスキルやアビリティも増える。一部を除いた配信初期のモンスターが1～2段階進化することができ、進化するためにはそのモンスターの進化石版を入手する必要がある。また進化するとモンスターのビジュアルも変化する。
覚醒
バトル中に条件を満たすか、アイテム「覚醒の実」を使用することで覚醒アビリティが解放される。
ソウル
クエストや、召喚などで同じモンスターの2体目以降を入手したときはソウル（SOUL）獲得となり、すでに所持している同モンスターが強化される。ソウルはレベルやレア度とは別にモンスター獲得時の初期値1から99までありsと表示される。さらにマスターベリーを使用することで上限となりステータス画面ではソウルの表示が「MASTER」になる。★5以上のモンスターの場合、レベル・ソウルともに最大値ならLv99、sが青い炎で表示される。
究極融合
条件を満たしたモンスターの究極融合試練をクリアし究極融合を行うことでステータスが上昇。究極融合アビリティが開放されモンスターのビジュアルも変化する。さらに、究極融合を行うと副属性が追加される
2021年11月に究極より上の「真究極融合」が実装、真究極融合後もスタイルチェンジで姿と性能を戻すことができる。
モンスターグレード
レベルマックスまで育てたモンスターはグレードを強化することで更にステータスアップすることが可能になる。
ランクのGⅢに到達すると称号が入手でき、バトルにてスキル発動時に特殊カットが入る。Ver10.8.0から最高ランクがプラチナに引き上げられた。

### マナ
マナはクエストをクリアすることで入手でき、そのほかにも、マナの泉やミッションなどで手に入れることもある。また、クリスタルと交換することによっても入手できるため、課金アイテムの一部として扱われる。マナは召喚やモンスターの強化（レベル上げ）などに使える。

### クリスタル
ミッションをクリアすることで報酬としてクリスタルが手に入る。またクリスタルは課金アイテムでもあるので、ショップで購入もできる。クリスタルはライフの回復、召喚、コンティニューなどに使用でき、マナと交換することもできる。

### 召喚
いわゆるガチャで、1日1回の無料ガチャが終了後に1回3000マナで召喚できるものとクリスタルを使用する2種類がある。前者は★1～★5のモンスターを1体、後者は★3～★5のレアモンスターをランダムで1体召喚できる。それぞれ10体召喚可能な30000マナ召喚もある。
また、クリスタルでのみ召喚可能な★6のレアモンスターが召喚できるコラボ召喚、精霊祭、流星祭、六星祭やソウルフェスなど期間限定イベントもある。2021年11月現在、流星祭にてマナを1体30000、10体300000を使用しても召喚時に一部の★6が出現する。
武器召喚、チケット召喚、イベント召喚などもある。

### コラボ作品
- 進撃の巨人
- FAIRY TAIL（劇場版も含む）
- ポコロンダンジョンズ
- 鋼の錬金術師
- クロックワーク・プラネット
- 七つの大罪
- 金色のガッシュ!!
- ひぐらしのなく頃に
- Re:ゼロから始める異世界生活
- 初音ミク
- ベルセルク
- ニパ子
- 宇宙生物ジロー
- LAIDBACKERS-レイドバッカーズ-
- 日本一ソフトウェア作品（魔界戦記ディスガイア、魔女と百騎兵、ルフランの地下迷宮と魔女ノ旅団、魔界ウォーズ、ボク姫PROJECT、探偵撲滅）
- BLACKFOX
- ロックマンX
- ライフル・イズ・ビューティフル
- 転生したらスライムだった件
- GUILTY GEARシリーズ（GUILTY GEAR Xrd REV 2、GUILTY GEAR -STRIVE-）
- 五等分の花嫁
- 剣と魔法のログレス いにしえの女神
- 戦国炎舞 -KIZNA-
- 魔術師オーフェン はぐれ旅 キムラック編
- SHAMAN KING
- 東京卍リベンジャーズ
- 角川スニーカー文庫作品コラボ（涼宮ハルヒの憂鬱、お見合いしたくなかったので、無理難題な条件をつけたら同級生が来た件について、ひげを剃る。そして女子高生を拾う。、この素晴らしい世界に祝福を!、世界最高の暗殺者、異世界貴族に転生する、戦闘員、派遣します!）
- 龍が如く ONLINE
- プリマドール
- 劇場版Fate/kaleid liner プリズマ☆イリヤ Licht 名前の無い少女
- ダンジョンに出会いを求めるのは間違っているだろうか
- 痛いのは嫌なので防御力に極振りしたいと思います。
- 魔法少女リリカルなのは Detonation
- ファンタジア文庫作品コラボ（スレイヤーズ、甘城ブリリアントパーク､キミと僕の最後の戦場、あるいは世界が始まる聖戦、フルメタル・パニック!、ハイスクールD×D､新米錬金術師の店舗経営）
- スパイ教室
- 電撃文庫作品（灼眼のシャナ、デュラララ!!、はたらく魔王さま!、とある魔術の禁書目録、俺の妹がこんなに可愛いわけがない。、狼と香辛料）
- 魔法少女まどか☆マギカ
- 魔法少女にあこがれて
- デート・ア・ライブ
- シャングリラ・フロンティア〜クソゲーハンター、神ゲーに挑まんとす〜
- 転生したら第七王子だったので、気ままに魔術を極めます
- 学園ヒロイン大集合 横断コラボ らき☆すた、 とらドラ!、 愚かな天使は悪魔と踊る、 青春ブタ野郎シリーズ、恋は双子で割り切れない、時々ボソッとロシア語でデレる隣のアーリャさん
- 仮面ライダーシリーズ
- メダロットシリーズ
- 陰の実力者になりたくて
- 〈物語〉シリーズ
- 革命機ヴァルヴレイヴ
- 無職転生 〜異世界行ったら本気だす〜 Ⅱ
- OVERLOAD
- PROJECT XENO
- 嘆きの亡霊は引退したい